# Porphyrinia salangi
Porphyrinia salangi là một loài bướm đêm trong họ Noctuidae.